# Tom Foxe
Tom Foxe (* 1. Juni 1937 in Kilteevan, County Roscommon, Irland; † 8. Februar 2000 im County Roscommon) war ein irischer Politiker und von 1989 bis 1997 Teachta Dála (Abgeordneter) im Dáil Éireann, im Unterhaus des irischen Parlaments.
Foxe studierte Agrarwissenschaften am University College Dublin und war als landwirtschaftlicher Berater tätig. Er betrieb in Roscommen die Tom Foxe’s Bar. Er kandidierte als Unabhängiger bei den Wahlen zum Dáil Éireann 1989 im Wahlkreis Roscommon und errang einen Sitz, den er auch bei der nachfolgenden Wahl 1992 verteidigen konnte, obwohl der Wahlkreis unter dem Namen Longford–Roscommon neu zugeschnitten wurde. Als er bei den Wahlen 1997 antrat, verlor er den Sitz jedoch.
Bereits 1991 war Foxe in den Roscommon County Council gewählt worden. Diesen Sitz konnte er bis zu seinem Tod 2000 halten.